# Jorge Jiménez Cantú
Jorge Jiménez Cantú är en ort i Mexiko, tillhörande Ixtapaluca kommun i delstaten Mexiko. Jorge Jiménez Cantú ligger i den centrala delen av landet och tillhör Mexico Citys storstadsområde. Orten hade 9 475 invånare vid folkmätningen 2010.